# Котільяс
Котільяс (ісп. Cotillas) — муніципалітет в Іспанії, у складі автономної спільноти Кастилія-Ла-Манча, у провінції Альбасете. Населення — 161 особа (2010).
Муніципалітет розташований на відстані близько 240 км на південний схід від Мадрида, 85 км на південний захід від Альбасете.
На території муніципалітету розташовані такі населені пункти: (дані про населення за 2010 рік)
- Арройофріо: 19 осіб
- Котільяс: 125 осіб
- Ріо-де-Котільяс/Ресінера: 17 осіб

## Демографія
Динаміка населення (INE ):

## Галерея зображень

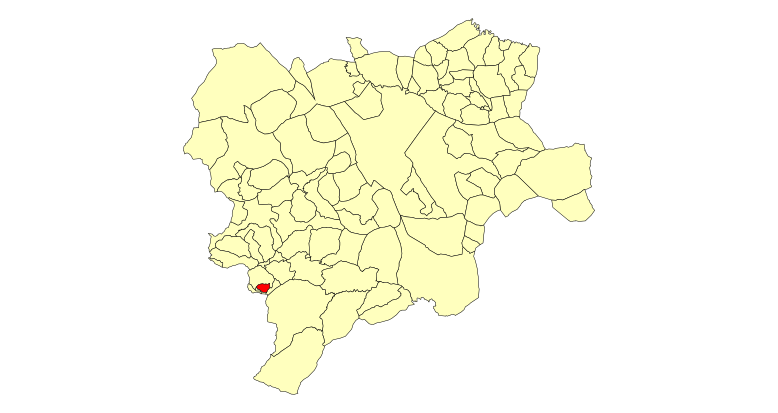
Розташування муніципалітету у провінції Альбасете
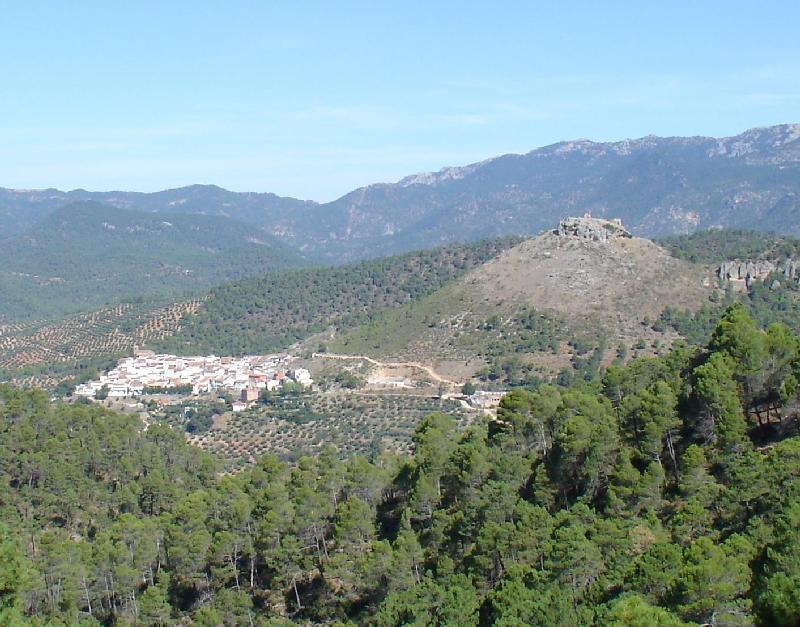
Котільяс